# Laure Adler

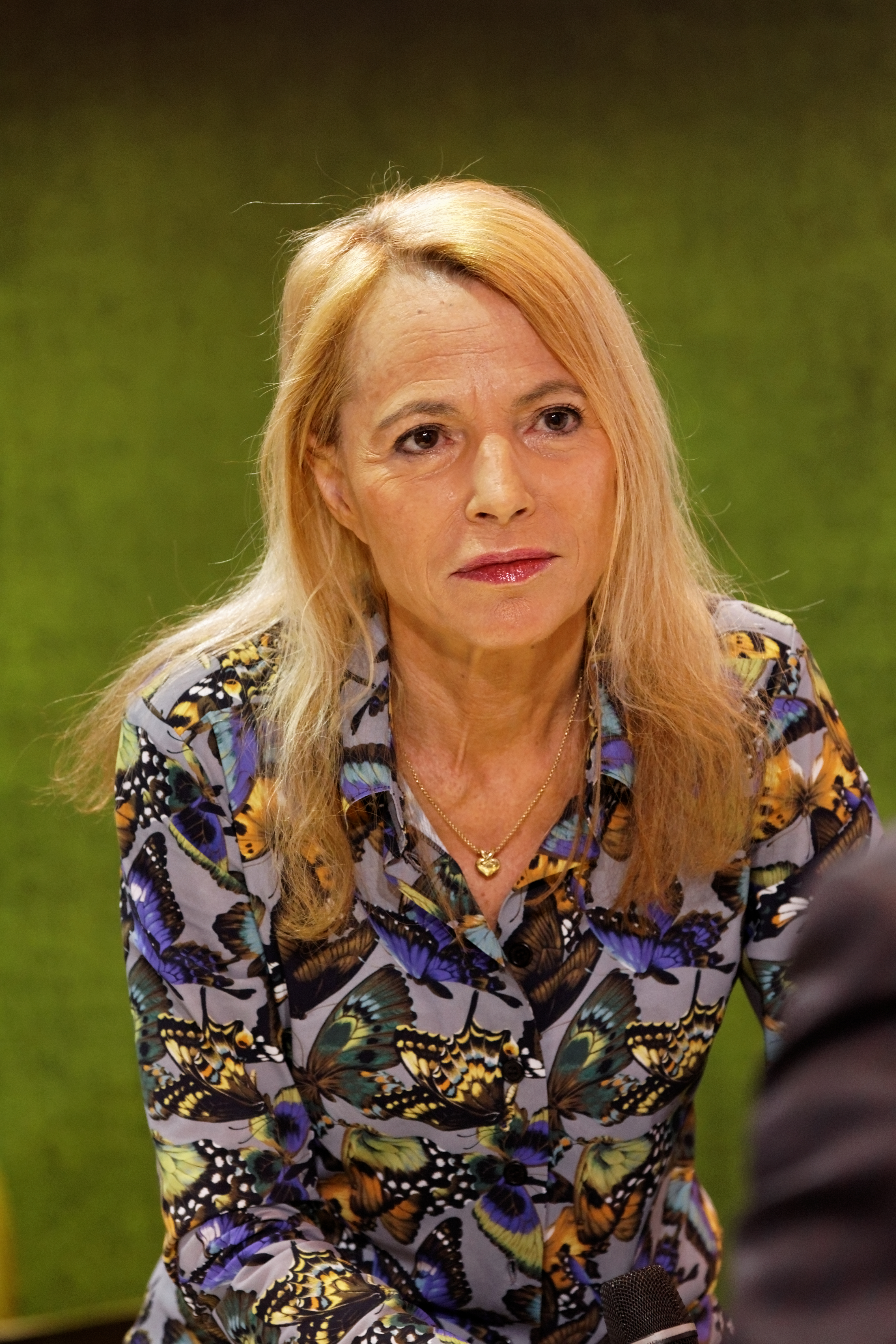
Laure Adler (2012)

Laure Adler (geboren als Laure Clauzet am 11. März 1950 in Caen) ist eine französische Journalistin, Historikerin und feministische Buchautorin.

## Leben
Laure Clauzet wuchs als Tochter eines Agraringenieurs in Conakry in der damaligen französischen Kolonie Guinea und nach deren Unabhängigkeit von Frankreich (1958) in Abidjan in Elfenbeinküste auf. Die Familie kehrte 1967 nach Frankreich zurück, wo sie das Lycée in Clermont-Ferrand besuchte. Als Schülerin im letzten Jahr vor dem Baccalauréat nahm sie an den Protesten im Mai 1968 teil. In einem Kibbuz in Israel lernte sie den 16 Jahre älteren Ethnologen Alfred Adler kennen, den sie heiratete und mit dem sie ein Kind bekam, ein weiteres Kind brachte ihr Mann bereits in die Ehe mit.
Sie studierte Philosophie (Abschluss mit Maîtrise) und arbeitete ab 1974 als Produzentin bei dem Hörfunksender France Culture. Adler promovierte (doctorat de 3e cycle) 1978 bei Jean-Paul Aron an der EHESS in Geschichte. Thema ihrer Dissertation war die Frauenpresse in der Zeit 1830–1850, sie publizierte sie 1979 unter dem Titel Les Premières Journalistes („die ersten Journalistinnen“). Nach Scheidung ihrer ersten Ehe heiratete sie ihren Journalistenkollegen Alain Veinstein, behielt aber den Namen Adler. Im Jahr 1985 starb ihr zweiter Sohn im Alter von neun Monaten, was sie in ihrem 2001 erschienenen Buch À ce soir thematisierte.
Zwischen 1981 und 1987 war sie regelmäßig Gast in Michel Polacs Diskussionssendung Droit de réponse im Fernsehprogramm TF1. Von 1990 bis 1992 war sie Kulturberaterin des französischen Staatspräsidenten François Mitterrand. Von 1993 bis 1997 moderierte sie das Kulturfeature Le Cercle de minuit auf France 2 und danach bei Arte die monatliche Sendung Permis de penser. Als Herausgeberin arbeitete sie bei den Verlagen Payot, Denoël, Plon und Grasset.
Von 1999 bis 2005 war sie Programmdirektorin des Radiosenders France Culture. Danach übernahm sie Leitung der Abteilung Literatur und Dokumente des Verlags Éditions du Seuil. Von 2008 bis 2013 hielt sie am Institut d’études politiques de Paris Vorlesungen zu Frauengeschichte. Bis zum Sommer 2024 moderierte sie die werktägliche Gesprächssendung L'heure bleue im Abendprogramm des reichweitenstärksten Hörfunkprogramms France Inter.
Adler hat eine Vielzahl von biografischen Büchern über bedeutende Frauen veröffentlicht, u. a. zu Marguerite Duras (1998), Hannah Arendt (2005), Simone Weil (2008) und Françoise Giroud (2011). 2014 führte sie ein Gespräch mit George Steiner.

## Schriften (Auswahl)
- George Steiner: Ein langer Samstag. Ein Gespräch mit Laure Adler. Aus dem Französischen von Nicolaus Bornhorn. Hoffmann und Campe, Hamburg 2016
- Manifeste pour les hommes qui aiment les femmes. Paris: J'ai lu, 2014
- L'insoumise : Simone Weil : récit. Arles: Actes Sud, 2012
- Françoise, Paris: Bernard Grasset, 2011 (Françoise Giroud)
- (Hrsg.) Stefan Bollmann: Les plus belles lettres de femmes de lettres. Übersetzung Jeanne Étoré-Lortholary & Bernard Lortholary. Paris: Flammarion, 2010
- (Hrsg.) Stefan Bollmann: Les femmes qui écrivent vivent dangereusement. Übersetzung aus dem Deutschen Odile Demange. Paris: Flammarion, 2007.
- mit Elisa Lécosse: Endlose Liebe : leidenschaftliche Frauen in der Kunst von Tizian bis Warhol. Übersetzung Ulrike Bokelmann. München: Sandmann, 2009
- (Hrsg.): Marguerite Duras: La Beauté des nuits du monde, textes choisis et présentés par Laure Adler. 2010
- Dans les pas de Hannah Arendt. Paris: Gallimard, 2005
- À ce soir. Paris: Gallimard, 2001
  - Bis heute abend : Roman. Übersetzung Christiane Seiler. Stuttgart: Dt. Verl.-Anst., 2002
- Marguerite Duras. Paris: Gallimard, 1998
  - Marguerite Duras : Biographie. Übersetzung Petra Willim. Frankfurt am Main 2000
- L' année des adieux. Paris: Flammarion, 1995 (François Mitterrand)
- Les femmes politiques. Paris: Seuil, 1993
- La vie quotidienne dans les maisons closes : 1830–1930. Paris: Hachette, 1990
- L'amour à l'arsenic : histoire de Marie Lafarge. Paris: Denoël, 1985
- Secrets d'alcôve : histoire du couple de 1830 à 1930. Paris: Hachette littérature, 1983